# Stelis haltonii
Stelis haltonii är en orkidéart som beskrevs av Carlyle August Luer. Stelis haltonii ingår i släktet Stelis och familjen orkidéer. Inga underarter finns listade i Catalogue of Life.